# Hornera erugata
Hornera erugata är en mossdjursart som beskrevs av Hayward och Cook 1983. Hornera erugata ingår i släktet Hornera och familjen Horneridae. Inga underarter finns listade i Catalogue of Life.